# Пак Чи Юн
Пак Чи Юн (кор. 박지윤: англ. Park Ji Yun, род. 22 июля 1999 года в гор.Хвасоне, провинция Кёнгидо) — южнокорейская шорт-трекистка, участница зимних Олимпийских игр 2022 года в эстафете в качестве запасной. Окончила Корейский национальный спортивный университет на кафедре физического воспитания (бакалавр).

## Биография
Пак Чи Юн впервые начала кататься на роликовых коньках в начальной школе Кымгок, а по рекомендации родителей в возрасте 10 лет начала заниматься шорт-треком в 2010 году, когда училась в 5-м классе начальной школы. В том же году она заняла 2-е место в Национальном турнире по шорт-треку среди юниоров. 
На 2-м году обучения, в средней школе Мэсон, в 2013 году выиграла национальный чемпионат в беге на 1000 м и на дистанциях 500 м и 3000 м, которые были главными соревнованиями во время учёбы в старшей школе. Пак Чи Юн сказала: «На меня сильно повлияло обучение катанию на коньках с Пак Сын Хи. Она всегда заботилась обо мне, как старшая сестра, и научила меня многим навыкам катания на коньках.
В 2019 году на зимней Универсиаде в Красноярске выиграла бронзовую медаль в беге на 500 м и заняла 4-е место на 1500 м. В сезоне 2021/22 годов на Кубке мира в Пекине заняла 3-е место, а в Нагое 2-е место в эстафетах. В Дордрехте на 4-м этапе, в ноябре, вместе с командой заняла 4-е место в эстафете.
В январе 2022 года Пак присоединилась к команде мэрии Ыйджонбу и заняла 7-е место в отборочном олимпийском турнире, но квалифицировалась 5-й для участия в эстафете, заменив отстранённую от соревновании Сим Сок Хи и травмированную Ким Джи Ю. Она не участвовала в финале эстафеты на зимних Олимпийских играх в Пекине в феврале, и команда Кореи выиграла серебряные медали без неё. Однако женская команда по шорт-треку объявила, что пять человек решили поровну разделить призовой фонд в 150 миллионов вон.
Она участвовала в 103-м Национальном фестивале зимних видов спорта, который открылся 24-го февраля, сразу после Олимпиады, и заняла 1-е место в забегах на 1000 и 3000 метров, завоевав свои первые две золотые медали.